# Kłecko
Kłecko (deutsch Kletzko, 1940–1945 Klötzen) ist eine Stadt im Powiat Gnieźnieński (Gnesener Kreis)  der polnischen Woiwodschaft Großpolen. Sie ist Sitz der gleichnamigen Stadt-und-Land-Gemeinde mit 7431 Einwohnern (Stand 31. Dezember 2020).

## Geographie
Der Ort liegt in der historischen Region Kujawien, zwischen dem Paulsdorfer See und dem Kletzkoer See, etwa 44 Kilometer nordöstlich der Stadt Posen und 17 Kilometer nordwestlich der Stadt Gnesen.

## Geschichte

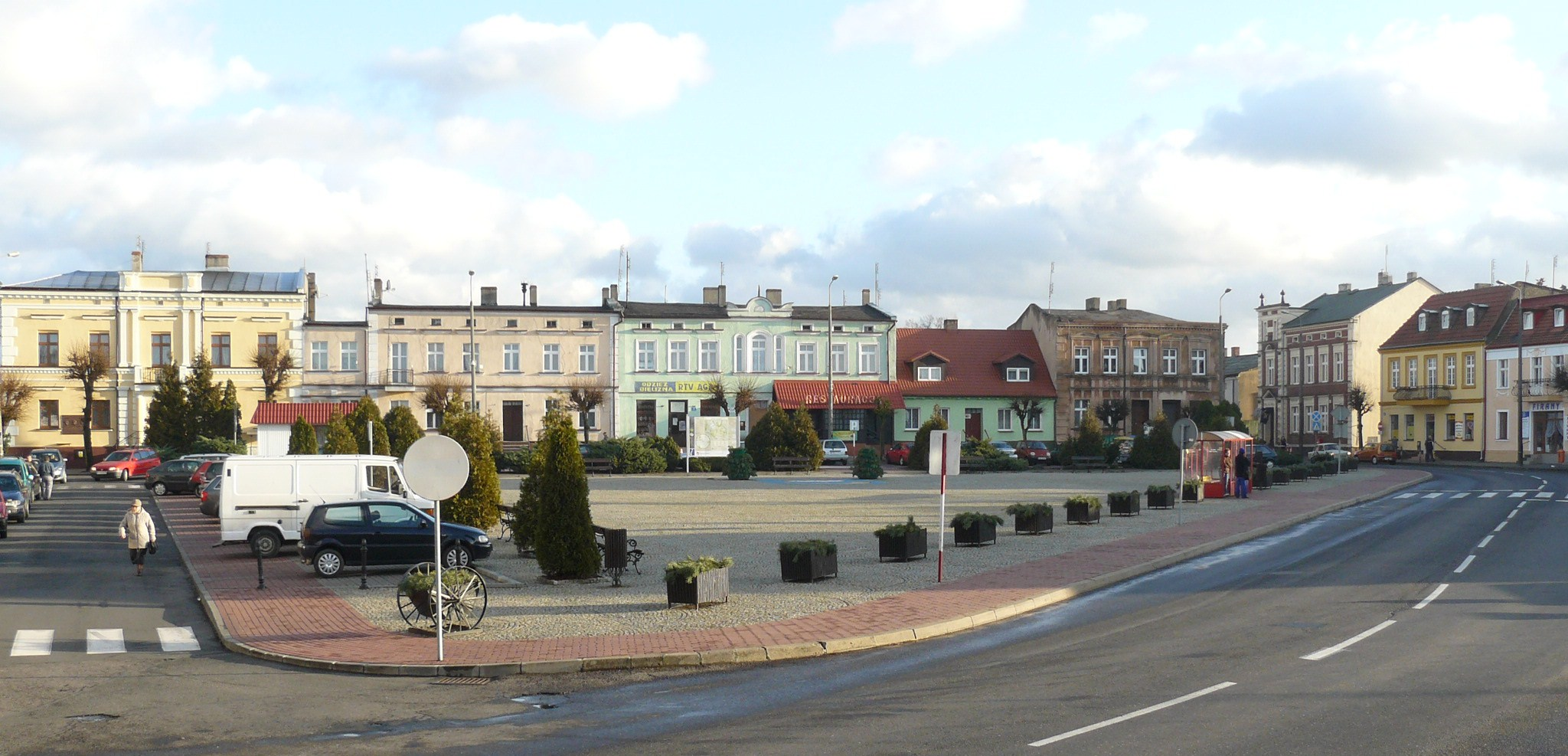
Marktplatz (2011)

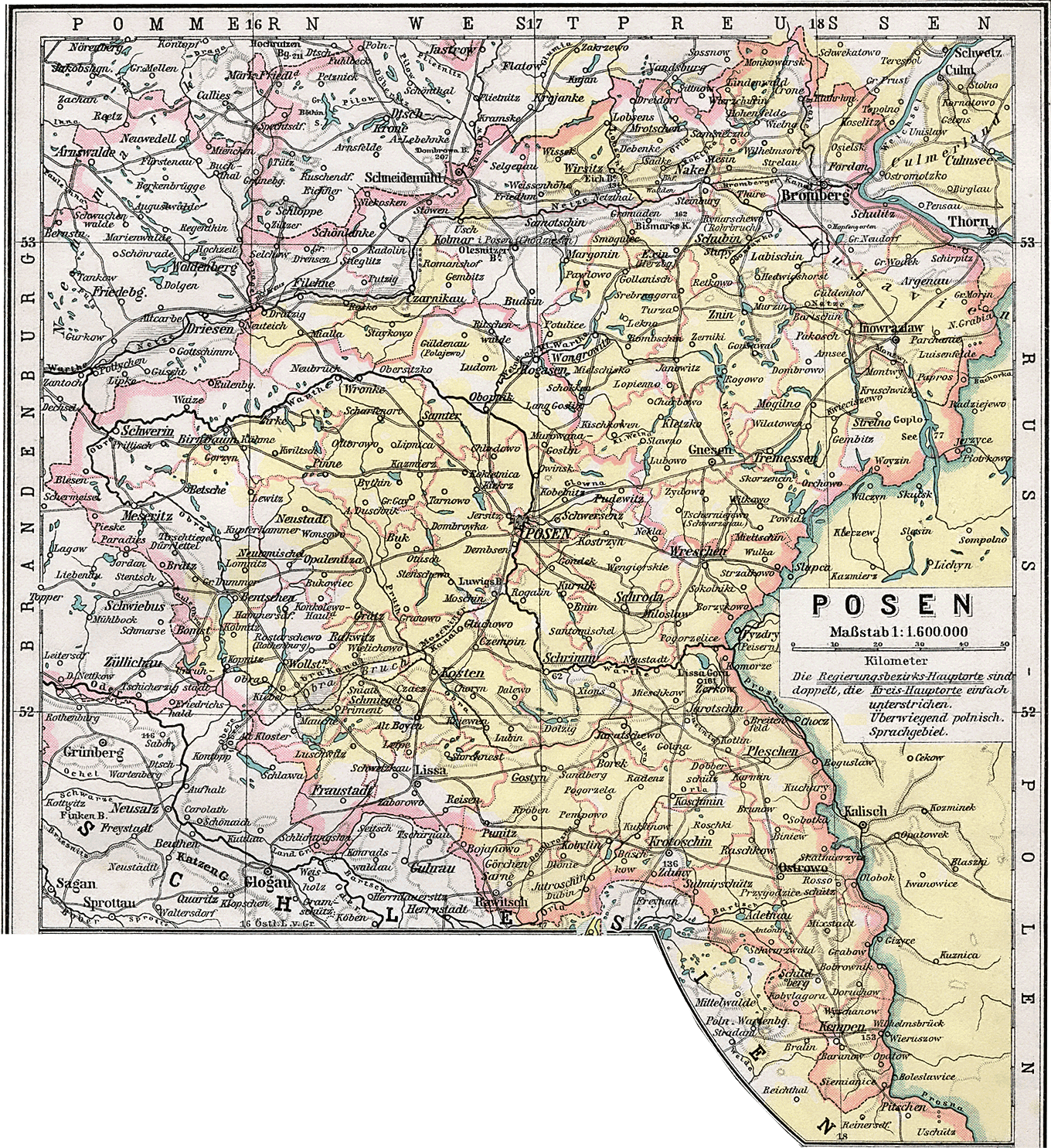
Kletzko, südlich der Stadt Bromberg, nordöstlich der Stadt Posen und nordwestlich der Stadt Gnesen, auf einer Landkarte der Provinz Posen von 1905 (gelb markierte Flächen kennzeichnen Gebiete mit seinerzeit mehrheitlich polnischsprachiger Bevölkerung)

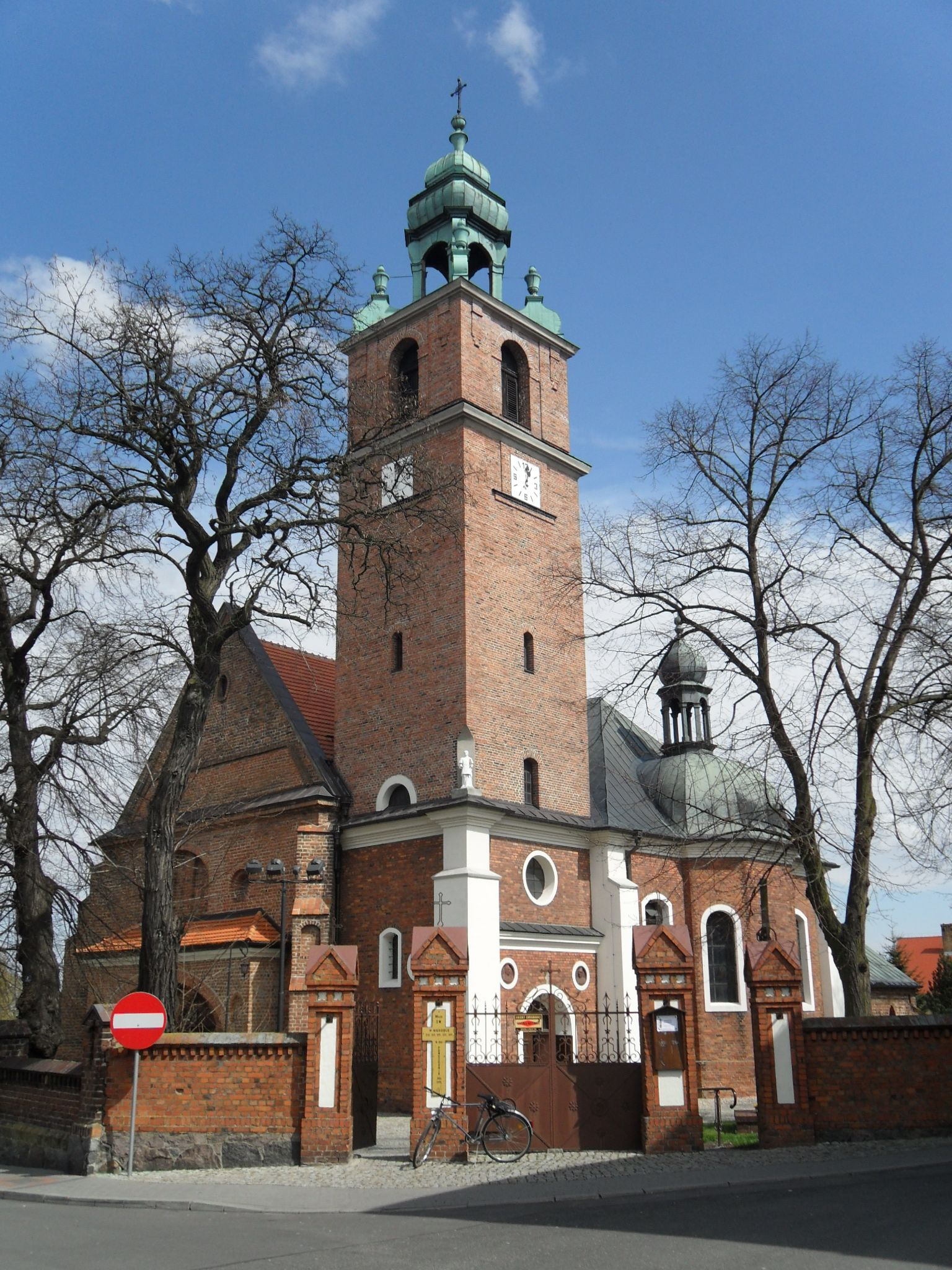
Katholische Kirche

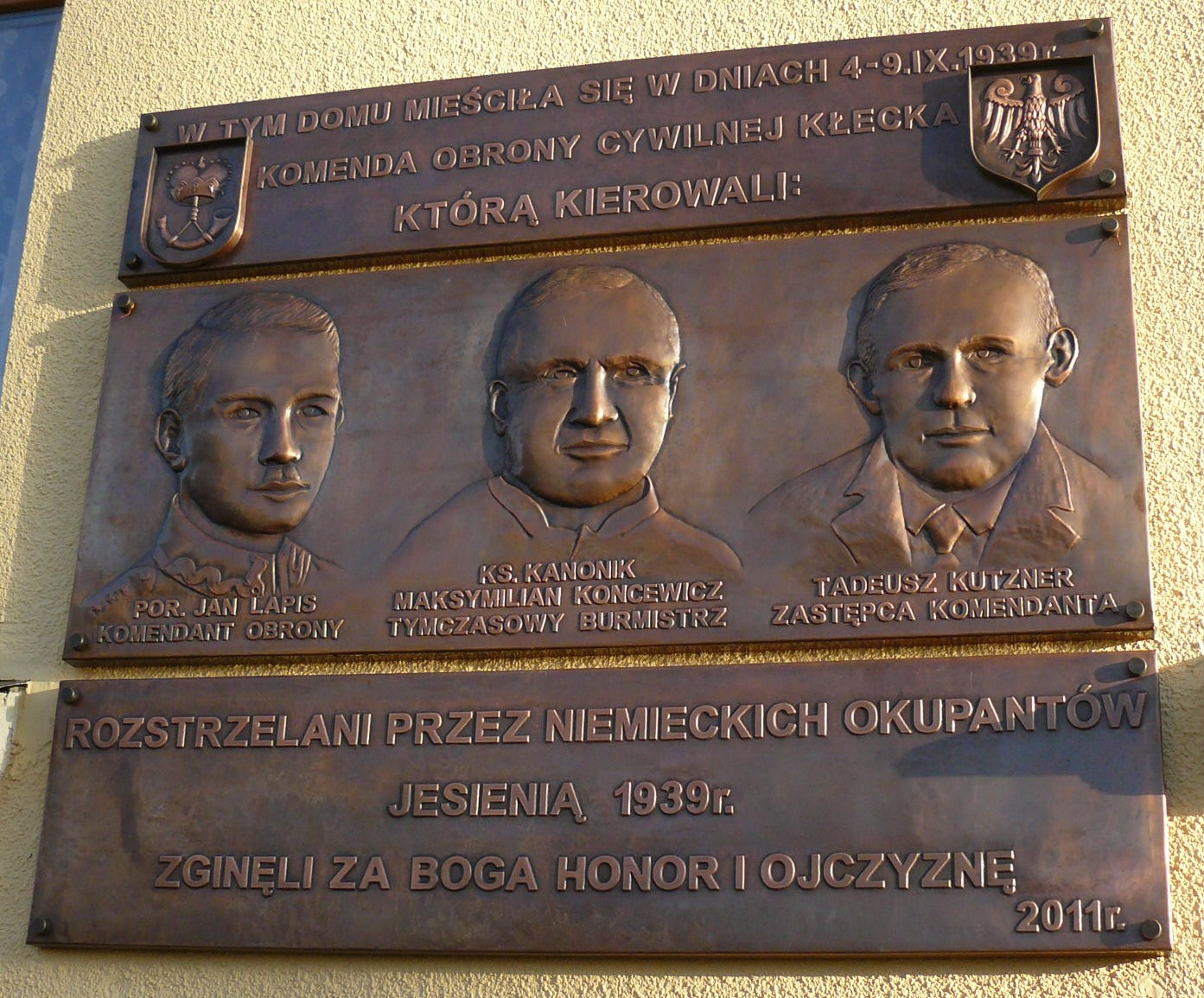
Gedenktafel für die Anführer des polnischen Widerstands, die vom 4. bis 9. September 1939 versucht hatten, die Rückeroberung der Stadt zu vereiteln

Im 9. Jahrhundert wurde eine befestigte Siedlung an der Stelle des heutigen Kłecko errichtet.
Im 13. Jahrhundert wurde eine gemauerte Burg errichtet. 1255 erhielt die Siedlung von Boleslaus dem Frommen das Stadtrecht und Henryk Strophisus wurde der erste Vogt der Stadt. Er erhielt den Boden und die Anlage unter der Bedingung, den Ort nach deutschem Recht zu besetzen; die sich hier niederlassenden Siedler wurden von allen Abgaben losgesprochen.
Durch Kämpfe mit dem Deutschen Orden wurde die Stadt 1331 zerstört.
Der alte Freibrief von Boleslaus ging bei einem Stadtbrand verloren, doch war eine Abschrift erhalten, nach der König Kasimir IV. 1450 zu Posen eine neue Urkunde ausfertigte. Darin wurden die alten Rechte bestätigt und die Stadtbewohner von aller Gerichtsbarkeit der königlichen Beamten befreit und nur unter den Spruch ihres eigenen Richters gestellt, der selber nur vom König nach deutschem Magdeburger Recht gerichtet werden durfte.
1501 wurde die Stadt erneut, diesmal durch einen großen Brand, zerstört, aber wieder aufgebaut.
Während des Schwedisch-Polnischen Krieges fand bei der Stadt 1656 eine Schlacht statt, auf polnischer Seite geführt von Stefan Czarniecki.
Im Jahr 1793 kam die Stadt bei der Zweiten Teilung Polens unter preußische Herrschaft. Von 1815 bis 1918 gehörte Kletzko zum Kreis Gnesen im Regierungsbezirk Bromberg.
Im Jahr 1894 wurde eine Schmalspurbahn nach Gnesen gebaut, und 1914 erfolgte der Anschluss an die Normalspurbahn.
1918 gehörte Kletzko zum Kreis Gnesen im Regierungsbezirk Bromberg der preußischen Provinz Posen im Deutschen Reich.
Als am Ende des Ersten Weltkriegs der Großpolnische Aufstand ausgerufen wurde, beteiligten sich auch Einwohner der Stadt Kletzko an den Kämpfen. Nach Kriegsende musste die Stadt aufgrund der Bestimmungen des Versailler Vertrags am 10. Januar 1920 an die Zweite Polnische Republik abgetreten werden.
Während des Überfalls auf Polen durch die deutsche Wehrmacht im September 1939 versuchten zivile Einwohner, die Stadt Kłecko zu verteidigen, nachdem die polnische Armee sich bereits zurückgezogen hatte.

Am 10. September wurde die Stadt von der deutschen Armee vollständig besetzt.
Anschließend wurde die Region mit der Stadt völkerrechtswidrig in das Reichsgebiet eingegliedert.
Gegen Ende des Zweiten Weltkriegs wurde die Stadt am 21. Januar 1945 von der Roten Armee erobert. Bald danach wurde die Stadt von der Sowjetunion der Volksrepublik Polen zur Verwaltung überlassen.
Bei einer Verwaltungsreform wurde die Woiwodschaft Posen gebildet, die das Gebiet der Stadt einschloss. Nach deren Auflösung war Kłecko ab 1999 Teil der Woiwodschaft Großpolen.

### Demographie
| Jahr | Einwohner | Anmerkungen |
| ---- | --------- | --- |
| 1799 | 0491      | Stadt, mit zwei öffentlichen Gebäuden, drei Kirchen (zwei katholischen und einer evangelischen), 100 Wohnhäusern und zwei Mühlen (von einem vorausgegangenen Brand lagen 149 Baustellen wüst, das Rathaus war verfallen) |
| 1803 | 0646      | Stadt |
| 1816 | 0717      | Stadt, davon 123 Evangelische, 536 Katholiken und 58 Juden; nach anderen Angaben mit 111 Feuerstellen (Haushaltungen) und 676 Einwohnern, darunter 96 Lutheraner und 50 Juden                                            |
| 1821 | 0960      | in 127 Privatwohnhäusern |
| 1826 | 1000      | Ackerstadt, mit 127 Häusern |
| 1837 | 1151      | Stadt |
| 1843 | 1295      | [ 1 ] |
| 1852 | 1541      | am Jahresende |
| 1855 | 1518      | am Jahresende |
| 1858 | 1483      | [ 1 ] |
| 1861 | 1554      | [ 1 ] |
| 1867 | 1769      | Stadtgemeinde, am 3. Dezember |
| 1871 | 1843      | Stadtgemeinde, am 1. Dezember, davon 288 Evangelische, 1382 Katholiken, fünf sonstige Christen und 168 Juden |
| 1885 | 1872      | am 1. Dezember, davon 303 Evangelische, 1393 Katholiken und 176 Juden; nach anderen Angaben 1751 Einwohner, davon 296 Evangelische und 141 Juden                                                                         |
| 1900 | 1723      | Stadt, mit einer evangelischen und zwei katholischen Kirchen sowie einer Synagoge, am 1. Dezember, meist katholische Einwohner                                                                                           |
| 1905 | 1779      | am 1. Dezember, darunter 366 mit deutscher Muttersprache (341 Evangelische und 25 Katholiken) und 1336 mit polnischer Muttersprache (sämtlich Katholiken); außerdem 77 Juden                                             |
| 1910 | 1838      | am 1. Dezember, davon 541 mit deutscher Muttersprache (413 Evangelische, 42 Katholiken und 86 Juden) und 1296 mit polnischer Muttersprache (1295 Katholiken und eine jüdische Person)                                    |

## Gemeinde
Zur Stadt-und-Land-Gemeinde (gmina miejsko-wiejska) Kłecko gehören die Stadt selbst und 21 Dörfer mit Schulzenämtern.

## Verkehr
Durch die Stadt führt die Landesstraße 190. Sie verbindet Gniezno im Süd-Osten und Wągrowiec im Nord-Westen. Der Flughafen Poznań-Ławica liegt etwa 50 Kilometer westlich.

## Persönlichkeiten
- Ilona M. Otto (* 1979), polnisch-deutsche Sozialwissenschaftlerin und Hochschullehrerin